# Origa

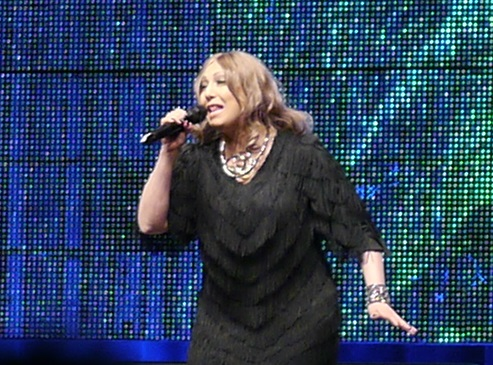
Origa (2013)

Origa (eigentlich Olga Witaljewna Jakowlewa, russisch О́льга Вита́льевна Я́ковлева; * 12. Oktober 1970 in Kotschenjowo bei Nowosibirsk; † 17. Januar 2015 in der Präfektur Kanagawa) war eine in Japan lebende und tätige russische Sängerin. Origa ist die Transkription der japanischen Schreibweise オリガ für Olga.

## Biografie
Origa besuchte 1991 Sapporo, Japan, als Austauschstudentin, ein Jahr nach ihrem Abschluss in der Musikschule. Sie begann ihre Karriere als Sängerin und Songschreiberin. 1993 unterschrieb sie einen Vertrag mit der ROAD&SKY Organization und zog nach Tokio, wo sie von 1993 bis 2011 lebte. Seitdem nahm sie an mehreren Projekten verschiedener Interpreten teil.  1998 lernte sie ihren späteren Ehemann, den iranischen Produzenten Zhian Saedi auf einer Party kennen, auf welcher er sie singen hörte. Noch im gleichen Jahr heirateten die beiden und Origa brachte ihren Sohn Ilya (Ilyusha) Saedi zur Welt.
Bis 2005 hatte sie sieben Solo-Alben, zwei Mini-Alben und drei Singles veröffentlicht. Außerhalb Japans wurde sie mit den Soundtracks zur Animeserie Ghost in the Shell bekannt, welcher von Yōko Kanno komponiert wurde. Die bekanntesten Titel daraus sind Inner Universe (Ghost in the Shell: Stand Alone Complex) und Rise (Ghost in the Shell: S.A.C. 2nd GIG). Ebenfalls im Jahr 2005 sang Origa einige Titel zur Animeserie Fantastic Children, hier ist das Ending Mizu no Madoromi besonders zu erwähnen, welches sie in einer japanischen und einer russischen Version interpretierte. Ein Jahr später beteiligte sie sich mit Text und Stimme an Opening (Player) und Ending (Date of Rebirth) des Films Ghost in the Shell: S.A.C. Solid State Society. Im Jahr 2011 steuerte sie zwei Lieder zum Soundtrack von Final Fantasy XIII-2 bei, die aus der Feder des Komponisten Mitsuto Suzuki stammen.
2011 emigrierte Origa nach Vancouver in Kanada. Während sie weiter in Japan arbeitete, erreichte sie durch die Teilnahme an Animefestivals in Nordamerika und Europa eine neue Reichweite und ihre Karriere nahm neue Dimensionen an.
Nach über einem Jahr kehrte Origa wieder nach Tokio zurück um ihr letztes Studioalbum zu beenden, welches am 21. Oktober 2015 nach ihrem Tod als Doppel-CD-Album mit einer Sammlung ihrer größten Erfolge sowie Teilen ihres vorigen Studioalbums Amon Ra und eines Arrangements des russischen Volk-Titels The Annulet als ein letztes Werk veröffentlicht wurde.
Sie starb am 17. Januar 2015 um 08:20 Uhr im Alter von 44 Jahren nach einem achttägigen Krankenhausaufenthalt in der Präfektur Kanagawa an Lungenkrebs; die offiziell angegebene Todesursache war Herzinsuffizienz.

## Diskografie

### Alben
- 1991: Olga [Demo]
- 1994: ORIGA
- 1994: Crystal Winter [Mini-Album]
- 1995: Illusia
- 1996: Lila kara no Kaze (リラからの風)
- 1996: Aria [Mini-Album]
- 1998: Eien. (永遠。)
- 1999: The Best of Origa [Best-of-Album]
- 2003: Era of Queens
- 2005: Aurora
- 2008: The Songwreath

### Singles
- 1995: Kaze no Naka no Soritea (風の中のソリテア)
- 1998: Polyushka Polye – “Le Vent Vert” Le Temps Bleu (ポーリュシカ・ポーレ~ “Le Vent Vert” Le Temps Bleu)
- 2004: Mizu no Madoromi (水のまどろみ)
- 2006: Spiral

### Mitarbeit
- 2006: Ghost in the Shell: S.A.C. Solid State Society O.S.T / Yōko Kanno (Stimme und Text zu „Player“ und „Date of Rebirth“)
- 2005: Fantastic Children: Drama- und Image-Album / Kōji Ueno (Stimme und Text zu „Fuyū Yume“ – jeweils japanische und russische Version)
- 2005: Fantastic Children: Original TV Soundtrack 1 / Kōji Ueno (Stimme und Text zu „Pobezhdaet Ljubovj? (TV-Edit)“)
- 2004: Ghost in the Shell: Stand Alone Complex O.S.T 2 / Yōko Kanno (Stimme und Text zu „Rise“)
- 2004: Ghost in the Shell: Stand Alone Complex O.S.T / Yōko Kanno (Stimme und Text zu „Inner Universe“ und „Rise (TV-Edit)“)
- 2004: „GET9“ (Stimme und Text zu „Rise“)
- 2003: Ghost in the Shell: Stand Alone Complex O.S.T / Yōko Kanno (Stimme und Text zu „Inner Universe“)
- 2001: Princess Arete: Original Movie Soundtrack / Akira Senju (Stimme und Text zu „Krasno Solntse (Prolog)“, „Majo no Yubiwa“, „Krasno Solntse (Sutoorii)“ und „Krasno Solntse“)
- 2000: Turn-A Gundam: The Concert / Yōko Kanno (Stimme zu „Moon“)
- 1998: Ao no Jidai: Original TV Soundtrack / Various Artists (Stimme und Text zu „?Le Vent Vert? ~ Le Temps Bleu (Poljushko Pole)“)
- Final Fantasy XIII-2 Original-Soundtrack zusammen mit Mitsuto Suzuki